# Doctor Manuel Velasco Suárez, Salto de Agua
Doctor Manuel Velasco Suárez är en ort i Mexiko.   Den ligger i kommunen Salto de Agua och delstaten Chiapas, i den sydöstra delen av landet, 800 km öster om huvudstaden Mexico City. Doctor Manuel Velasco Suárez ligger 90 meter över havet och antalet invånare är 217.
Terrängen runt Doctor Manuel Velasco Suárez är kuperad. Runt Doctor Manuel Velasco Suárez är det ganska glesbefolkat, med 45 invånare per kvadratkilometer. Närmaste större samhälle är Vicente Guerrero, 5,7 km nordväst om Doctor Manuel Velasco Suárez. I omgivningarna runt Doctor Manuel Velasco Suárez växer i huvudsak städsegrön lövskog.